# Königliches Schloss Ciergnon

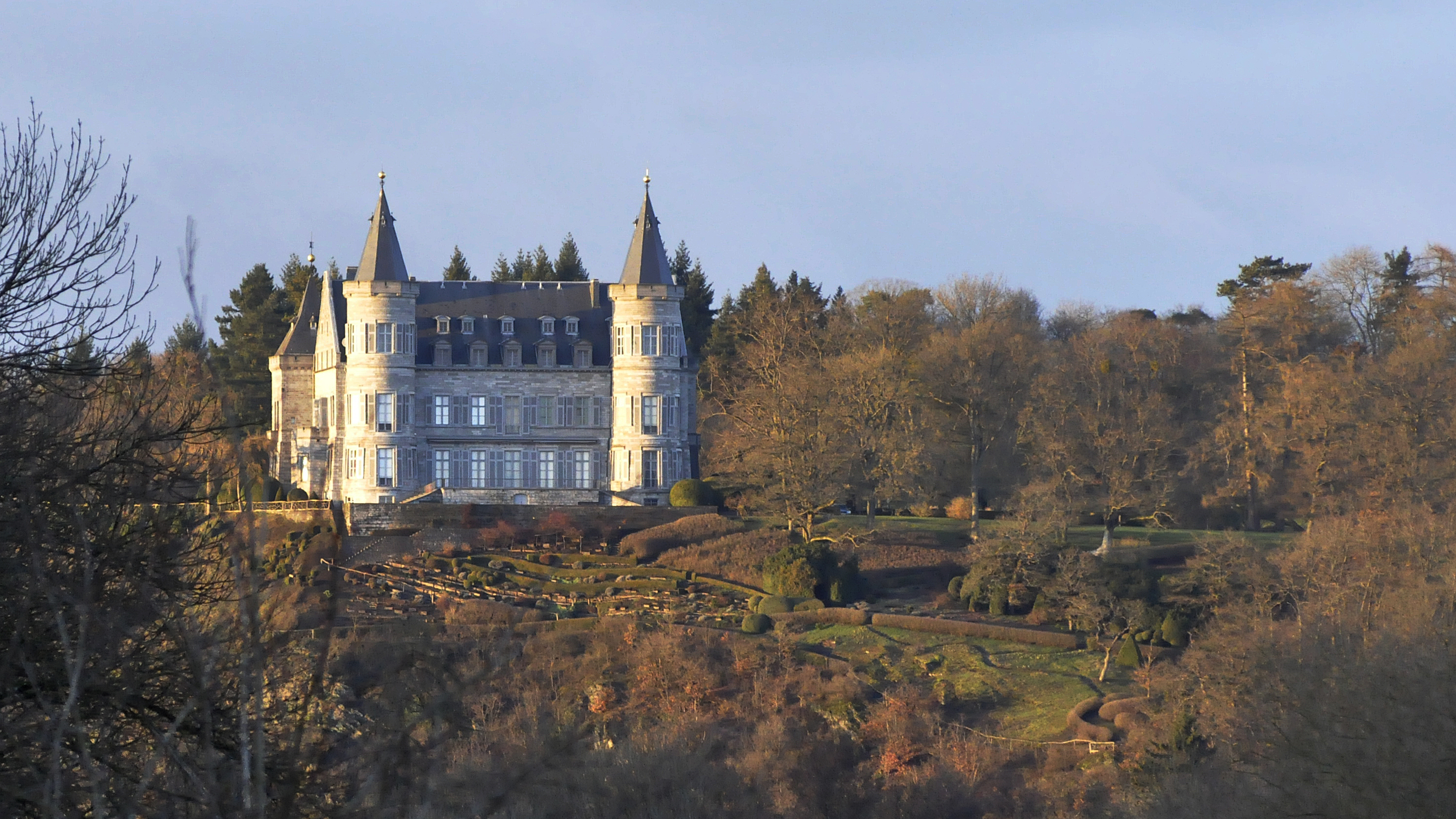
Schloss Ciergnon

Das Königliche Schloss von Ciergnon (auf Niederländisch: Koninklijk kasteel van Ciergnon; auf Französisch: Château Royal de Ciergnon) ist die Sommerresidenz der belgischen Königsfamilie und von König Albert II. Es befindet sich in Ciergnon in der Gemeinde Houyet in der Provinz Namur. Das Schloss gehört zu den durch die Zivilliste dem König zur Verfügung gestellten Immobilien.

## Geschichte
Das Schloss und die angeschlossenen Ländereien wurden 1840 durch König Leopold I. zunächst zur Errichtung einer Jagdhütte erworben. Unter König Leopold II. (König der Belgier von 1865 bis 1909) wurde dann nach Plänen der Architekten Alphonse Balat das heute noch existierende Schloss gebaut; seit dieser Zeit dient es als Sommerresidenz des Königs der Belgier und war bereits mehrfach Ort wichtiger Ereignisse der belgischen Monarchie und Politik:

- 1960: Öffentliche Vorstellung der Braut König Balduin I. und künftigen Königin Fabiola de Mora y Aragón.
- 2001: Taufe von Prinzessin Elisabeth Thérèse Marie Hélène.
- 2003: Taufe von Prinz Gabriel Baudouin Charles Marie.
- 2005: Taufe von Prinz Emmanuel Léopold Guillaume François Marie.
- 2008: Taufe von Prinzessin Eléonore Fabiola Victoria Anne Marie.
- 2011: Während der Regierungskrise 2011 teilte Regierungsbildner Elio Di Rupo Ende November dem auf Schloss Ciergnon weilenden König sein Rücktrittsgesuch mit.[2]